# Agnès de Torroja
Agnès de Tarroja o Agnès de Torroja (1191 - 1243) fou comtessa de Cardona i senyora de la baronia d'Arbeca.
Fou filla única de Ramon III de Torroja, senyor de Solsona, i de Sibil·la de Santa Fe, senyora de les baronies d'Arbeca i d'Oriola, de la vila de Juneda i del castell de Floresta. Per línia paterna era besneta d'Almodis, filla de Ramon Berenguer III de Barcelona, i de Ponç II de Cervera. Quedà òrfena de pare el 1195 i heretà els béns d'aquest, a més dels que el seu avi, també anomenat Ramon de Tarroja, li deixà en el seu tercer testament. Un germà del pare, Hug de Tarroja, en el document d'últimes voluntats que feu el 20 de juliol de 1218 la instituí hereva del castell i vila de Tarroja quan decidí marxar a Terra Santa. Hug morí sense fills el 1221 durant el viatge.
El 20 de setembre 1217, sent encara viu Hug de Tarroja que era el seu tutor, es casà amb el vescomte Ramon Folc IV de Cardona i aportà en dot tots els senyorius esmentats a més de dos mil morabatins d'or alfonsins. D'aquesta manera s'incorporaren al comtat de Cardona aquestes extenses terres de la Catalunya central.
D'aquest matrimoni nasqueren Brunessinda, Ramon Folc V, l'hereu, i Sibil·la. S'atribueix als comtes de Cardona una tercera filla, Gueraua, que arribà a ser abadessa de Vallbona de les Monges, i que morí poc després de 1243.
El matrimoni passà llargues temporades en els castells de Solsona, on es poden veure les armes del matrimoni a la cambra que ocupaven, i a les fortaleses de Tarroja i d'Arbeca. Agnès, amb l'ajut de Ramon Folc, feu una de les primeres modificacions i ampliacions dels dos últims castells, especialment el d'Arbeca que el convertí en un palau. Hi feien llargues estades, designant una de les seves estances com a “cambra de la Sra Agnès”. Se sap que tenia 47 cambres, cinc torres i 345 finestres. Il·lustres hostes hi sojornaren com Joan I el caçador, el príncep Felip d'Àustria el 1503 o el propi Felip II de camí cap a Poblet. Els descendents del segle xvi continuaven valorant molt aquest castell/palau i es vanagloriaven de la seva bellesa i esplendor.
Agnès feu testament el 1241. Nomenava hereu universal al fill gran Ramon de Cardona; a la filla Brunessinda, maridada el 1231 amb el comte Roger de Foix, li deixava 50 morabatins i a Sibil·la, que fou la dona de Guerau Alemany de Cervelló, les terres que tenia a Camarassa i Cubells valorades en 500 morabatins. Si el fill moria sense descendència, deixava els béns heretats del pare i de l'oncle, Solsona i Tarroja, a la filla gran i les heretats de la mare, les baronies d'Arbeca i d'Oriola més altres drets, a Sibil·la.
Morí vídua l'any 1243 i no se sap amb certesa en quina de les seves fortaleses fou enterrada.